# Winkel (Helme)
Winkel is een plaats en voormalige gemeente in de Duitse deelstaat Saksen-Anhalt en maakt deel uit van de gemeente Allstedt in de Landkreis Mansfeld-Südharz.
Winkel telt 317 inwoners.